# Akis Zikos
Andreas Vasilios "Akis" Zikos - em grego: Ανδρέας Βασίλειος "Άκης" Ζήκος" (Atenas, 1 de junho de 1974) é um ex-futebolista grego que atuava como volante.

## Carreira
Conhecido por seu bom posicionamento e sua força física, Zikos iniciou a carreira profissional em 1993, no Skoda Xanthi, onde atuou em 114 jogos e fez 4 gols. Em 1998 foi contratado pelo tradicional AEK Atenas, vencendo a Copa da Grécia em 2000 e 2002. Pelos Aurinegros, atuou 105 vezes e fez 6 gols.
Ainda em 2002 e já considerado o melhor volante em atividade na Grécia, assinou com o Monaco por 3 anos. Sua primeira temporada no clube do principado encerrou-se prematuramente, após uma lesão no joelho. Ainda assim, foi campeão da Copa da Liga Francesa. O melhor momento de Zikos no Monaco foi na temporada 2003–04, sendo um dos principais nomes da equipe que chegou à decisão da Liga dos Campeões da UEFA (tornando-se ainda o primeiro grego a jogar uma final da competição), vencida pelo Porto por 3 a 0 - apesar da derrota, foi um dos melhores jogadores de sua equipe.
Após 103 partidas e 2 gols com a camisa do Monaco, regressou ao AEK em 2006, assinando por 2 temporadas. Encerrou sua carreira em 2008, aos 33 anos, e desde 2017 atua como diretor das categorias de base (função exercida entre 2013 e 2015).

## Seleção Grega
Pela Seleção Grega, o volante disputou 18 jogos entre 1996 e 2001. Não disputou nenhum torneio oficial pelos alviazuis - a Grécia ficou a um ponto da repescagem das eliminatórias da Copa de 1998, e ficou novamente em terceiro lugar nas eliminatórias da Eurocopa de 2000, 2 pontos atrás da classificada Eslovênia, além de ficar na penúltima posição de seu grupo nas eliminatórias para a Copa de 2002. Desde que o alemão Otto Rehhagel assumiu a seleção em 2001, Zikos perdeu espaço e não voltaria a defender a equipe.
Suas atuações pelo Monaco o credenciaram para uma possível convocação à Eurocopa de 2004, mas Rehhagel não levou Zikos para o torneio.

## Títulos
AEK Atenas
- Copa da Grécia: 2 (1999–2000, 2001–02)

Monaco
- Copa da Liga Francesa: 1 (2002–03)